# Poggio Azzuano
Poggio Azzuano è una piccola frazione del comune di Terni. La frazione è sita sulla strada provinciale Carsulana.
Vi si trovano i resti archeologici di alcune necropoli risalenti all'età del ferro e del bronzo e vestigia di insediamenti umani di epoca romana, per la vicinanza strettissima alla città di Carsulae. Deve il suo attuale nome al castello medievale " Pody Azzuani", risalente al XII secolo, sede di Templari come documentato nell'archivio di Todi. Un nobile del luogo , Pietro Capitoni Cesi fece costruire qui attorno al 1230, accanto alla piccola chiesa romanica (IX - X secolo d.C.) di Santa Caterina, un monastero in pietra, frequentato da San Francesco d'Assisi che vi compose la "Exhortatio ad Laudem Dei”. Il borgo, protetto dai Ghibellini fu quasi interamente raso al suolo attorno al 1342 al termine di un conflitto per il possesso della località, iniziato nel 1316,  fra il comune di Todi e il comune di San Gemini, sostenuto invece dalle truppe papali,  che lasciarono intatta solo la chiesa. Il conflitto era sorto a causa della ribellione della popolazione di Poggio Azzuano e per la posizione strategica del villaggio nel controllo del territorio.